# Persone di nome Giulia
| Questa pagina contiene informazioni ricavate automaticamente dalle voci biografiche con l'ausilio del template Bio e di un bot. L'aggiornamento è periodico e automatico e ricostruisce completamente la pagina. Se manca una persona in questa lista, sei pregato di non aggiungerla, ma accertati piuttosto che la sua voce biografica contenga il template Bio e che i dati anagrafici siano correttamente compilati. Se il template Bio manca, inseriscilo tu stesso o, in alternativa, metti l'avviso {{tmp\|Bio}} che ne segnala la mancanza. Se i dati riportati sono sbagliati, correggi direttamente la voce biografica; le modifiche saranno visibili in questa lista entro pochi giorni. Per chiarimenti vedi il progetto antroponimi. La lista contiene solo le 276 persone che sono citate nell'enciclopedia e per le quali è stato implementato correttamente il template Bio. Pagina aggiornata al 22 lug 2025. |

Questa è una lista di persone presenti nell'enciclopedia che hanno il nome Giulia, suddivise per attività principale.

## Allenatrici di calcio a 5(1)
- Giulia Domenichetti, allenatrice di calcio a 5, ex calciatrice e ex giocatrice di calcio a 5 italiana (Ancona, n. 1984)

## Altiste(1)
- Giulia Perugini, altista italiana (Macerata, n. 1936)

## Artigiane(1)
- Giulia Tofana, artigiana italiana (Palermo - Roma, † 1651)

## Attiviste(1)
- Giulia Berna, attivista italiana (Senigallia, n. 1871 - Ancona, † 1957)

## Attrici(22)
- Giulia Andò, attrice italiana (Palermo, n. 1988)
- Giulia Arena, attrice, conduttrice televisiva e ex modella italiana (Pisa, n. 1994)
- Giulia Bevilacqua, attrice italiana (Roma, n. 1979)
- Giulia Di Quilio, attrice italiana (Chieti, n. 1980)
- Giulia Fiume, attrice italiana (Catania, n. 1988)
- Giulia Fossà, attrice, scrittrice e giornalista italiana (Roma, n. 1963)
- Giulia Elettra Gorietti, attrice italiana (Roma, n. 1988)
- Giulia Guerrini, attrice e cantante italiana (Milano, n. 1996)
- Giulia Lazzarini, attrice italiana (Milano, n. 1934)
- Giulia Lippi, attrice italiana (Lucca, n. 1986)
- Giulietta Masina, attrice italiana (San Giorgio di Piano, n. 1921 - Roma, † 1994)
- Giulia Melidoni, attrice italiana (Napoli, n. 1913 - Roma, † 1966)
- Giulia Michelini, attrice italiana (Roma, n. 1985)
- Giulia Montanarini, attrice, showgirl e ex modella italiana (Roma, n. 1976)
- Giulia Cassini Rizzotto, attrice e regista italiana (Palermo, n. 1865 - Buenos Aires, † 1943)
- Giulia Rubini, attrice italiana (Pescara, n. 1935)
- Giulia Salerno, attrice italiana (Civitavecchia, n. 2001)
- Giulia Schiavo, attrice italiana (Orvieto, n. 1996)
- Giulia Louise Steigerwalt, attrice, regista e sceneggiatrice italiana (Houston, n. 1982)
- Giulia Troiano, attrice italiana (Rimini, n. 1977)
- Giulia Vecchio, attrice e imitatrice italiana (Mesagne, n. 1992)
- Giulia Weber, attrice italiana (Firenze, n. 1966)

## Attrici teatrali(1)
- Giulia Fabbri, attrice teatrale e cantante italiana (Forlì, n. 1987)

## Avvocate(1)
- Giulia Bongiorno, avvocata e politica italiana (Palermo, n. 1966)

## Bibliotecarie(1)
- Giulia Sacconi Ricci, bibliotecaria italiana (Firenze, n. 1865 - Maresca, † 1938)

## Calciatrici(30)
- Giulia Ambrosetti, calciatrice italiana (Cantù, n. 1993)
- Giulia Baldini, calciatrice italiana (Lugo, n. 1994)
- Giulia Brazzarola, calciatrice italiana (Segrate, n. 1996)
- Giulia Bursi, calciatrice italiana (Reggio Emilia, n. 1996)
- Giulia Colini, calciatrice italiana (n. 1991)
- Giulia Crisantino, calciatrice italiana (Chivasso, n. 1997)
- Giulia D'Antoni, calciatrice italiana (Grosseto, n. 1993)
- Giulia Da Re, calciatrice italiana (n. 1991)
- Giulia Di Camillo, calciatrice italiana (Chieti, n. 1991)
- Giulia Dragoni, calciatrice italiana (Milano, n. 2006)
- Giulia Ferrandi, calciatrice e ex giocatrice di calcio a 5 italiana (Bergamo, n. 1992)
- Giulia Fusar Poli, calciatrice italiana (Crema, n. 1997)
- Giulia Giacobbo, calciatrice italiana (Camposampiero, n. 2003)
- Giulia Grassino, calciatrice italiana (Ivrea, n. 1995)
- Giulia Gwinn, calciatrice tedesca (Ailingen, n. 1999)
- Giulia Lotto, ex calciatrice italiana (Vicenza, n. 1991)
- Giulia Mandelli, calciatrice italiana (Crema, n. 1999)
- Giulia Mastalli, calciatrice italiana (Livorno, n. 1992)
- Giulia Merigo, calciatrice italiana (Bologna, n. 1994)
- Giulia Monaco, calciatrice italiana (Roma, n. 1993)
- Giulia Montalti, calciatrice italiana (n. 1992)
- Giulia Nasuti, calciatrice italiana (Reggio Emilia, n. 1985)
- Giulia Olivieri, calciatrice italiana (Castellammare di Stabia, n. 1987)
- Giulia Orlandi, calciatrice italiana (Firenze, n. 1987)
- Giulia Pagano, calciatrice italiana (Milano, n. 1990)
- Giulia Perelli, ex calciatrice italiana (Livorno, n. 1982)
- Giulia Reginato, calciatrice italiana (Castelfranco Veneto, n. 1992)
- Giulia Rizzon, calciatrice italiana (Crema, n. 1993)
- Giulia Segalini, calciatrice italiana (n. 1995)
- Giulia Trapani, calciatrice italiana (Torino, n. 1994)

## Canoiste(1)
- Giulia Formenton, canoista italiana (Venezia, n. 1998)

## Canottiere(1)
- Giulia Pollini, canottiera italiana (Como, n. 1988)

## Cantanti(6)
- Giulia De Mutiis, cantante e paroliera italiana (Roma, n. 1938 - Sesto Calende, † 1984)
- Giulia Del Buono, cantante italiana (Roma, n. 1957)
- Giulia, cantante rumena (Galați, n. 1984)
- Giulia Luzi, cantante, attrice e doppiatrice italiana (Roma, n. 1994)
- Giulia Ottonello, cantante e attrice teatrale italiana (Genova, n. 1984)
- Giulia Shell, cantante, attrice e showgirl italiana (Modena, n. 1948)

## Cantautrici(2)
- Giulia Anania, cantautrice, scrittrice e paroliera italiana (Roma, n. 1984)
- Giulia Be, cantautrice brasiliana (Rio de Janeiro, n. 1999)

## Cestiste(17)
- Giulia Arturi, ex cestista italiana (Milano, n. 1987)
- Giulia Bona, ex cestista italiana (Cremona, n. 1994)
- Giulia Bongiorno, cestista italiana (Ragusa, n. 2000)
- Giulia Ciavarella, cestista italiana (Roma, n. 1997)
- Giulia Crestani, ex cestista italiana (Montecchio Maggiore, n. 1982)
- Giulia Gatti, ex cestista italiana (Bergamo, n. 1989)
- Giulia Ianezic, cestista italiana (Trieste, n. 2000)
- Giulia Manzotti, cestista italiana (Roma, n. 1993)
- Giulia Moroni, cestista italiana (Loreto, n. 1994)
- Giulia Natali, cestista italiana (Ferrara, n. 2002)
- Giulia Occhipinti, cestista italiana (Ragusa, n. 1988)
- Giulia Pasqualin, ex cestista italiana (Mariano Comense, n. 1991)
- Giulia Patanè, cestista italiana (Catania, n. 2000)
- Giulia Pazienza, ex cestista italiana (Pescara, n. 1962)
- Giulia Rulli, ex cestista italiana (Roma, n. 1991)
- Giulia Scaramuzza, ex cestista italiana (Treviso, n. 1994)
- Giulia Secchi, cestista italiana (Milano)

## Compositrici(1)
- Giulia Recli, compositrice e saggista italiana (Milano, n. 1884 - Brivio, † 1970)

## Conduttrici radiofoniche(2)
- Giulia Cavaliere, conduttrice radiofonica, critica musicale e giornalista italiana (Pavia, n. 1985)
- Giulia Salvi, conduttrice radiofonica e personaggio televisivo italiana (Modena, n. 1987)

## Conduttrici televisive(4)
- Giulia Candiago, conduttrice televisiva e ex sciatrice alpina italiana (Montebelluna, n. 1986)
- Giulia Innocenzi, conduttrice televisiva italiana (Rimini, n. 1984)
- Diletta Leotta, conduttrice televisiva, conduttrice radiofonica e giornalista italiana (Catania, n. 1991)
- Giulia Salemi, conduttrice televisiva e modella italiana (Piacenza, n. 1993)

## Coreografe(1)
- Giulia Staccioli, coreografa e ex ginnasta italiana (Cagliari, n. 1964)

## Costumiste(2)
- Giulia Mafai, costumista e scenografa italiana (Roma, n. 1930 - Roma, † 2021)
- Giulia Piersanti, costumista italiana (Roma, n. 1976)

## Danzatrici(3)
- Giulia Pauselli, ballerina e coreografa italiana (Firenze, n. 1991)
- Giulia Stabile, ballerina e conduttrice televisiva italiana (Roma, n. 2002)
- Giulia Tonelli, ballerina italiana (Saint-Julien-en-Genevois, n. 1983)

## Doppiatrici(5)
- Giulia Catania, doppiatrice e direttrice del doppiaggio italiana (Roma, n. 1990)
- Giulia Franceschetti, doppiatrice italiana (Roma, n. 1993)
- Giulia Franzoso, doppiatrice, direttrice del doppiaggio e attrice italiana (Milano, n. 1973)
- Sonia Scotti, doppiatrice, direttrice del doppiaggio e attrice italiana (Bari, n. 1945)
- Giulia Tarquini, doppiatrice italiana (Frascati, n. 1989)

## Educatrici(2)
- Giulia Civita Franceschi, educatrice italiana (Napoli, n. 1870 - † 1957)
- Giulia Civinini Arrighi, educatrice italiana (Pisa, n. 1838 - Pistoia, † 1907)

## Fisiche(1)
- Giulia Galli, fisica e chimica italiana

## Fotografe(1)
- Nausicaa Giulia Bianchi, fotografa italiana (Genova, n. 1978)

## Fumettiste(2)
- Giulia Sagramola, fumettista, illustratrice e blogger italiana (Fabriano, n. 1985)
- ZUZU, fumettista e illustratrice italiana (Salerno, n. 1996)

## Ginnaste(7)
- Giulia Bianchi, ex ginnasta italiana (Tradate, n. 1990)
- Giulia Cotroneo, ginnasta italiana (Roma, n. 2004)
- Giulia Galtarossa, ginnasta italiana (Padova, n. 1991)
- Giulia Leni, ex ginnasta italiana (Siena, n. 1995)
- Giulia Segatori, ginnasta italiana (Genova, n. 2004)
- Giulia Steingruber, ex ginnasta svizzera (San Gallo, n. 1994)
- Giulia Volpi, ex ginnasta, ballerina e coreografa italiana (Brescia, n. 1970)

## Giocatrici di beach volley(1)
- Giulia Momoli, giocatrice di beach volley e pallavolista italiana (Asolo, n. 1981)

## Giocatrici di curling(2)
- Giulia Dal Pont, giocatrice di curling italiana (Pieve di Cadore, n. 1988)
- Giulia Lacedelli, ex giocatrice di curling italiana (Cortina d'Ampezzo, n. 1971)

## Golfiste(2)
- Giulia Molinaro, golfista italiana (Camposampiero, n. 1990)
- Giulia Sergas, golfista italiana (Trieste, n. 1979)

## Greciste(1)
- Giulia Sissa, grecista italiana (Mantova, n. 1954)

## Hockeiste su ghiaccio(1)
- Giulia Mazzocchi, ex hockeista su ghiaccio italiana (Marlengo, n. 1991)

## Imperatrici(2)
- Giulia Mamea, imperatrice romana (Emesa, n. 180 - Mogontiacum, † 235)
- Giulia Mesa, imperatrice romana (Emesa - Roma)

## Imprenditrici(1)
- Giulia Maria Crespi, imprenditrice e filantropa italiana (Merate, n. 1923 - Milano, † 2020)

## Insegnanti(2)
- Giulia Boschi, docente italiana (Roma, n. 1962)
- Giulia Cavallari Cantalamessa, insegnante, scrittrice e attivista italiana (Imola, n. 1856 - Bologna, † 1935)

## Judoka(2)
- Giulia Pierucci, judoka italiana (Castelletto Ticino, n. 1996)
- Giulia Quintavalle, judoka italiana (Livorno, n. 1983)

## Lunghiste(1)
- Giulia Liboà, lunghista italiana (Cuneo, n. 1993)

## Medici(2)
- Giulia Bonarelli, medico italiano (Ancona, n. 1892 - Bolzano, † 1936)
- Giulia Enders, medico, biologa e scrittrice tedesca (Mannheim, n. 1990)

## Mezzofondiste(2)
- Giulia Aprile, mezzofondista italiana (Augusta, n. 1995)
- Giulia Viola, mezzofondista italiana (Montebelluna, n. 1991)

## Mezzosoprani(1)
- Giulia Novelli, mezzosoprano italiana (n. 1859 - † 1932)

## Musiciste(1)
- Giulia Daneo Lorimer, musicista, violinista e cantante italiana (Lugano, n. 1932 - Scandicci, † 2021)

## Nobildonne(19)
- Giulia Beccaria, nobildonna italiana (Milano, n. 1762 - Milano, † 1841)
- Drusilla, nobildonna romana (Coblenza, n. 16 - † 38)
- Giulia Farnese, nobildonna italiana (Canino, n. 1475 - Roma, † 1524)
- Giulia Florio, nobildonna e filantropa italiana (Palermo, n. 1870 - Palermo, † 1947)
- Agrippina minore, nobildonna e imperatrice romana (Ara Ubiorum, n. 15 - Baia, † 59)
- Giulia, nobildonna romana (Roma, n. 76 a.C. - Roma, † 54 a.C.)
- Giulia Drusilla, nobildonna romana (n. 39 - Roma, † 41)
- Giulia Domna, nobildonna romana (Emesa - Antiochia di Siria, † 217)
- Giulia maggiore, nobildonna romana (Roma, n. 39 a.C. - Reggio Calabria, † 14)
- Giulia, nobildonna romana (Roma, n. 63 - Roma, † 90)
- Giulia, nobildonna romana (Roma, n. 129 a.C. - Roma, † 104 a.C.)
- Giulia Gonzaga, nobildonna, letterata e mecenate italiana (Gazzuolo, n. 1513 - Napoli, † 1566)
- Giulietta Guicciardi, nobildonna austriaca (Przemyśl, n. 1784 - Vienna, † 1856)
- Giulia Livia, nobildonna romana (n. 4 - † 43)
- Giulia Livilla, nobildonna romana (Lesbo, n. 18 - Pandateria, † 41)
- Giulia Rinieri de' Rocchi, nobildonna italiana (Siena, n. 1801 - Monsummano Terme, † 1881)
- Giulia Sanseverino, nobildonna italiana (Origgio, † 1577)
- Giulia Trivulzio, nobildonna italiana
- Giulia della Rovere, nobildonna italiana (Casteldurante, n. 1531 - Ferrara, † 1563)

## Nobili(6)
- Giulia Boiardo, nobile italiana (Scandiano - Bologna, † 1478)
- Giulia Chiteria Caracciolo, nobile spagnola (Venezia, n. 1705 - Madrid, † 1756)
- Julie Clary, nobile francese (Marsiglia, n. 1771 - Firenze, † 1845)
- Giulia Iotapa I, nobile romana (Commagene)
- Giulia Orsini, nobile italiana († 1609)
- Giulia da Varano, nobile italiana (Camerino, n. 1523 - Fossombrone, † 1547)

## Nuotatrici(9)
- Giulia De Ascentis, ex nuotatrice italiana (Vasto, n. 1993)
- Giulia Gabbrielleschi, nuotatrice italiana (Pistoia, n. 1996)
- Giulia Ghiretti, nuotatrice e ex ginnasta italiana (Parma, n. 1994)
- Giulia Lapi, nuotatrice artistica italiana (Genova, n. 1985)
- Giulia Rossi-Bene, nuotatrice francese (Sallanches, n. 2006)
- Giulia Terzi, nuotatrice italiana (Milano, n. 1995)
- Giulia Vernice, nuotatrice artistica italiana (Roma, n. 2005)
- Giulia Verona, nuotatrice italiana (Cremona, n. 1999)
- Giulia Vetrano, nuotatrice italiana (Torino, n. 2005)

## Ostacoliste(1)
- Giulia Pennella, ostacolista italiana (San Miniato, n. 1989)

## Pallanuotiste(5)
- Giulia Bartolini, pallanuotista italiana (Prato, n. 1990)
- Giulia Emmolo, ex pallanuotista italiana (Imperia, n. 1991)
- Giulia Gorlero, ex pallanuotista italiana (Imperia, n. 1990)
- Giulia Rambaldi, pallanuotista italiana (Milano, n. 1986)
- Giulia Viacava, pallanuotista italiana (Genova, n. 1994)

## Pallavoliste(15)
- Giulia Agostinetto, pallavolista italiana (San Donà di Piave, n. 1987)
- Giulia Albini, pallavolista e fisioterapista italiana (Arizzano, n. 1982 - Istanbul, † 2012)
- Giulia Angelina, pallavolista italiana (Grignasco, n. 1997)
- Giulia Bresciani, pallavolista italiana (Pietrasanta, n. 1992)
- Giulia Carraro, pallavolista italiana (Venezia, n. 1994)
- Giulia Ciabattoni, ex pallavolista italiana (Firenze, n. 1991)
- Giulia De Nardi, pallavolista italiana (Conegliano, n. 1994)
- Giulia Decordi, ex pallavolista italiana (Cremona, n. 1986)
- Giulia Gennari, pallavolista italiana (Roma, n. 1996)
- Giulia Gibertini, pallavolista italiana (Parma, n. 1984)
- Giulia Leonardi, pallavolista italiana (Cesena, n. 1987)
- Giulia Mancini, pallavolista italiana (Aprilia, n. 1998)
- Giulia Melli, pallavolista italiana (Mantova, n. 1998)
- Giulia Pincerato, pallavolista italiana (Dolo, n. 1987)
- Giulia Rondon, ex pallavolista italiana (Pisa, n. 1987)

## Pentatlete(1)
- Giulia Cafiero, pentatleta italiana (Roma, n. 1980)

## Personaggi televisivi(1)
- Giulia De Lellis, personaggio televisivo e imprenditrice italiana (Roma, n. 1996)

## Pianiste(1)
- Dora Musumeci, pianista italiana (Catania, n. 1934 - Catania, † 2004)

## Pittrici(3)
- Giulia Canuti Bonaveri, pittrice italiana (Bologna, n. 1636)
- Giulia Lama, pittrice italiana (Venezia, n. 1681 - Venezia, † 1747)
- Giulia Nuti, pittrice italiana (Prato, n. 1800 - Prato, † 1869)

## Poetesse(4)
- Giulia Centurelli, poetessa, pittrice e patriota italiana (Ascoli Piceno, n. 1832 - Roma, † 1872)
- Giulia Balbilla, poetessa greca antica (Roma, n. 72)
- Giulia Niccolai, poetessa, scrittrice e traduttrice italiana (Milano, n. 1934 - Alassio, † 2021)
- Giulia Scappino Murena, poetessa italiana (Ferrara, n. 1902 - Bologna, † 1982)

## Politiche(11)
- Giulia Adamo, politica italiana (Marsala, n. 1949)
- Giulia Cosenza, politica italiana (Napoli, n. 1968)
- Lia Dettori Aiello, politica italiana (Sassari, n. 1931)
- Giulia Di Vita, politica italiana (Palermo, n. 1984)
- Giulia Grillo, politica e medico italiana (Catania, n. 1975)
- Giulia Lupo, politica italiana (Ragusa, n. 1977)
- Giulia Moi, politica italiana (Cagliari, n. 1971)
- Giulia Narduolo, politica italiana (Montagnana, n. 1984)
- Giulia Pastorella, politica italiana (Milano, n. 1986)
- Giulia Sarti, politica italiana (Rimini, n. 1986)
- Giulia Zanotelli, politica italiana (Cles, n. 1987)

## Principesse(3)
- Giulia d'Aragona, principessa italiana (n. 1492 - Valencia, † 1542)
- Berenice di Cilicia, principessa romana (n. 28)
- Giulia Iotapa II, principessa (n. 45)

## Registe(1)
- Giulia Infurna, regista e sceneggiatrice italiana

## Religiose(4)
- Maria Celeste Crostarosa, religiosa italiana (Napoli, n. 1696 - Foggia, † 1755)
- Giulia Della Rena, religiosa italiana (Certaldo, n. 1319 - Certaldo, † 1367)
- Giulia Di Marco, religiosa italiana (Sepino - Roma)
- Giulia Salzano, religiosa italiana (Santa Maria Capua Vetere, n. 1846 - Casoria, † 1929)

## Saggiste(1)
- Giulia Lanciani, saggista e traduttrice italiana (Roma, n. 1935 - Roma, † 2018)

## Sante(1)
- Giulia di Corsica, santa romana (Cartagine, n. 420 - Nonza, † 450)

## Sceneggiatrici(1)
- Giulia Calenda, sceneggiatrice italiana (Roma)

## Schermitrici(2)
- Giulia Lorenzoni, ex schermitrice italiana (Brescia, n. 1940)
- Giulia Rizzi, schermitrice italiana (Udine, n. 1989)

## Scialpiniste(2)
- Giulia Compagnoni, scialpinista e fondista di corsa in montagna italiana (Valfurva, n. 1996)
- Giulia Murada, scialpinista e fondista di corsa in montagna italiana (Sondrio, n. 1998)

## Sciatrici alpine(2)
- Giulia Gianesini, ex sciatrice alpina italiana (Asiago, n. 1984)
- Giulia Valleriani, sciatrice alpina italiana (n. 2004)

## Sciatrici freestyle(1)
- Giulia Tanno, sciatrice freestyle svizzera (Obervaz, n. 1998)

## Scrittrici(11)
- Giulia Alberico, scrittrice italiana (San Vito Chietino, n. 1949)
- Giulia Besa, scrittrice italiana (Roma, n. 1990)
- Giulia Bigolina, scrittrice e poetessa italiana (Padova - Padova)
- Giulia Blasi, scrittrice, conduttrice radiofonica e giornalista italiana (Pordenone, n. 1972)
- Giulia Caminito, scrittrice italiana (Roma, n. 1988)
- Giulia Carcasi, scrittrice italiana (Roma, n. 1984)
- Giulia Corsalini, scrittrice italiana
- Giulia Giovannelli, scrittrice e poetessa italiana (Urbino, n. 1904 - San Benedetto del Tronto, † 1982)
- Giulia Molino-Colombini, scrittrice, poetessa e pedagoga italiana (Torino, n. 1812 - † 1879)
- Giulietta Pezzi, scrittrice e giornalista italiana (Milano - † 1878)
- Giulia Turco Turcati Lazzari, scrittrice italiana (Trento, n. 1848 - Trento, † 1912)

## Siepiste(1)
- Giulia Martinelli, siepista italiana (Rieti, n. 1991)

## Sollevatrici(2)
- Giulia Imperio, sollevatrice italiana (Grottaglie, n. 2001)
- Giulia Miserendino, sollevatrice italiana (Palermo, n. 2002)

## Soprani(2)
- Giulia Frasi, soprano italiana (Milano - Calais, † 1772)
- Giulia Grisi, soprano italiano (Milano, n. 1811 - Berlino, † 1869)

## Storiche(2)
- Giulia Albanese, storica italiana (Venezia, n. 1975)
- Giulia Barone, storica, medievista e paleografa italiana (Milano, n. 1947)

## Telecroniste sportive(1)
- Giulia Pisani, telecronista sportiva, dirigente sportiva e ex pallavolista italiana (Pisa, n. 1992)

## Tenniste(3)
- Giulia Casoni, ex tennista italiana (Ferrara, n. 1978)
- Giulia Gatto, ex tennista e allenatrice di tennis italiana (Torino, n. 1987)
- Giulia Perelli, tennista italiana (Milano, n. 1897 - † 1964)

## Traduttrici(1)
- Giulia Celenza, traduttrice e anglista italiana (Vasto, n. 1882 - Firenze, † 1933)

## Veliste(2)
- Giulia Conti, velista italiana (Roma, n. 1985)
- Giulia Lusini, velista italiana (Cecina, n. 2008)

## Velociste(3)
- Giulia Arcioni, velocista italiana (Roma, n. 1986)
- Giulia Latini, velocista e ostacolista italiana (n. 1991)
- Giulia Riva, velocista italiana (Milano, n. 1992)

## Senza attività specificata(16)
- Giulia Agricola, romana
- Giulia Ammannati, italiana (Villa Basilica, n. 1538 - Firenze, † 1620)
- Aquilia Severa, romana
- Giulia Cornelia Paula, romana
- Giulia Gabrieli, italiana (Bergamo, n. 1997 - Bergamo, † 2011)
- Giulia, romana (n. 104 a.C.)
- Giulia maggiore, romana
- Giulia minore, romana (n. 102 a.C. - † 51 a.C.)
- Giulia Eustochio, romana (Roma, n. 368 - Betlemme, † 419)
- Giulia, romana (n. 130 a.C. - † 69 a.C.)
- Giulia Iannotti, ex tiratrice a volo italiana (Napoli, n. 1978)
- Giulia de' Medici, italiana (Firenze, n. 1535 - Firenze)
- Giulia Occhini, italiana (Napoli, n. 1922 - Novi Ligure, † 1993)
- Giulia Serviana Paolina, romana
- Giulia Soemia, romana (Emesa, n. 180 - Roma, † 222)
- Giulia Veronesi, storica dell'architettura e traduttrice italiana (Milano, n. 1906 - Milano, † 1970)